# Circonscription du Parlement d'Irlande du Nord
La Chambre des communes d’Irlande du Nord a existé de 1921 à 1973 en tant que Chambre basse de la législature dévolue de la partie du Royaume-Uni appelée Irlande du Nord.
Comme au Parlement britannique, les circonscriptions étaient classées comme circonscriptions de borough, de comté ou universitaire.
En 1921-1929, les 52 Membre du Parlement provinciaux ont été élus au scrutin proportionnel à vote unique transférable dans des circonscriptions plurinominales. Les circonscriptions qui ont élu un ou deux membres au Parlement du Royaume-Uni, entre 1922 et 1950, ont été utilisées pour les élections décentralisées en Irlande du Nord de 1921 à 1929.
Entre 1929 et 1969, il y avait 48 circonscriptions uninominales à un tour, selon le système uninominal majoritaire à un tour. La circonscription universitaire non territoriale a continué d'élire quatre membres au moyen du vote unique transférable.
Pour l’élection de 1969, 4 nouvelles circonscriptions territoriales ont été créées pour remplacer les circonscriptions universitaires. Les 52 circonscriptions ont cessé d’exister après la suspension du Parlement d'Irlande du Nord en 1972 et leur abolition en 1973.
| Période   | Circonscription             | Type       | Notes |
| --------- | --------------------------- | ---------- | ----- |
| 1921–1929 | Antrim                      | comté      | 7 MPs |
| 1929–1973 | Antrim Borough              | comté      |       |
| 1929–1973 | Bannside                    | comté      |       |
| 1929–1973 | Carrick                     | comté      |       |
| 1969–1973 | Larkfield                   | comté      |       |
| 1929–1973 | Larne                       | comté      |       |
| 1929–1973 | Mid Antrim                  | comté      |       |
| 1969–1973 | Newtownabbey                | comté      |       |
| 1929–1973 | North Antrim                | comté      |       |
| 1929–1973 | South Antrim                | comté      |       |
| 1921–1929 | Armagh                      | comté      | 4 MPs |
| 1929–1973 | Central Armagh              | comté      |       |
| 1929–1973 | Mid Armagh                  | comté      |       |
| 1929–1973 | North Armagh                | comté      |       |
| 1929–1973 | South Armagh                | county     |       |
| 1929–1973 | Belfast Ballynafeigh        | borough    |       |
| 1929–1973 | Belfast Bloomfield          | borough    |       |
| 1929–1973 | Belfast Central             | borough    |       |
| 1929–1973 | Belfast Clifton             | borough    |       |
| 1929–1973 | Belfast, Cromac             | borough    |       |
| 1929–1973 | Belfast Dock                | borough    |       |
| 1929–1973 | Belfast Duncairn            | borough    |       |
| 1921–1929 | Belfast East                | borough    | 4 MPs |
| 1929–1973 | Belfast Falls               | borough    |       |
| 1921–1929 | Belfast North               | borough    | 4 MPs |
| 1929–1973 | Belfast Oldpark             | borough    |       |
| 1929–1973 | Belfast Pottinger           | borough    |       |
| 1929–1973 | Belfast St Anne's           | borough    |       |
| 1929–1973 | Belfast Shankill            | borough    |       |
| 1921–1929 | Belfast South               | borough    | 4 MPs |
| 1929–1973 | Belfast Victoria            | borough    |       |
| 1921–1929 | Belfast West                | borough    | 4 MPs |
| 1929–1973 | Belfast Willowfield         | borough    |       |
| 1929–1973 | Belfast Windsor             | borough    |       |
| 1929–1973 | Belfast Woodvale            | borough    |       |
| 1921–1929 | Down                        | comté      | 8 MPs |
| 1929–1973 | Ards                        | comté      |       |
| 1969–1973 | Bangor                      | comté      |       |
| 1929–1973 | East Down                   | comté      |       |
| 1929–1973 | Iveagh                      | comté      |       |
| 1969–1973 | Lagan Valley                | comté      |       |
| 1929–1973 | Mid Down                    | comté      |       |
| 1929–1973 | Mourne                      | comté      |       |
| 1929–1973 | North Down                  | comté      |       |
| 1929–1973 | South Down                  | comté      |       |
| 1929–1973 | West Down                   | comté      |       |
| 1921–1929 | Fermanagh and Tyrone        | comté      | 8 MPs |
| 1929–1973 | Enniskillen                 | comté      |       |
| 1929–1973 | Lisnaskea                   | comté      |       |
| 1929–1973 | South Fermanagh             | comté      |       |
| 1921–1929 | Londonderry                 | comté      | 5 MPs |
| 1929–1973 | City of Londonderry         | borough    |       |
| 1929–1973 | Foyle                       | borough    |       |
| 1929–1973 | Mid Londonderry             | comté      |       |
| 1929–1973 | North Londonderry           | comté      |       |
| 1929–1973 | South Londonderry           | comté      |       |
| 1921–1969 | Queen's University, Belfast | university | 4 MPs |
| 1929–1973 | East Tyrone                 | comté      |       |
| 1929–1973 | Mid Tyrone                  | comté      |       |
| 1929–1973 | North Tyrone                | comté      |       |
| 1929–1973 | South Tyrone                | comté      |       |
| 1929–1973 | West Tyrone                 | comté      |       |

## Représentation historique par parti

### Antrim
| Circonscription                | 1921         | 1925           | 1929         | 1933         | 37           | 1938         | 39           | 43           | 45           | 1945         | 46           | 1949         | 50           | 51           | 1953         | 1958         | 60           | 1962         | 1965         | 68           | 1969         | 70           | 71           | 72           |
| ------------------------------ | ------------ | -------------- | ------------ | ------------ | ------------ | ------------ | ------------ | ------------ | ------------ | ------------ | ------------ | ------------ | ------------ | ------------ | ------------ | ------------ | ------------ | ------------ | ------------ | ------------ | ------------ | ------------ | ------------ | ------------ |
| Antrim / South Antrim (1929)   | Barbour U    | Barbour U      | Barbour U    | Barbour U    | Barbour U    | Barbour U    | Barbour U    | Barbour U    | Barbour U    | Barbour U    | Barbour U    | Barbour U    | Barbour U    | McConnell U  | McConnell U  | McConnell U  | McConnell U  | McConnell U  | McConnell U  | Ferguson U   | Ferguson U   | Beattie PU   | --> DUP      | --> DUP      |
| Antrim / Antrim Borough (1929) | H. O'Neill U | H. O'Neill U   | H. Minford U | H. Minford U | H. Minford U | H. Minford U | H. Minford U | H. Minford U | H. Minford U | H. Minford U | H. Minford U | H. Minford U | H. Minford U | N. Minford U | N. Minford U | N. Minford U | N. Minford U | N. Minford U | N. Minford U | N. Minford U | N. Minford U | N. Minford U | N. Minford U | N. Minford U |
| Antrim / Larne (1929)          | Hanna U      | Hanna U        | Hanna U      | Hanna U      | Robinson U   | Robinson U   | Robinson U   | Robinson U   | Robinson U   | Topping U    | Topping U    | Topping U    | Topping U    | Topping U    | Topping U    | Topping U    | Craig U      | Craig U      | Craig U      | Craig U      | Craig U      | Craig U      | Craig U      | Craig U      |
| Antrim / Mid Antrim (1929)     | Crawford U   | Crawford U     | Crawford U   | Crawford U   | Crawford U   | J. Patrick U | J. Patrick U | J. Patrick U | J. Patrick U | J. Patrick U | J. Patrick U | Wilson U     | Wilson U     | Wilson U     | Simpson U    | Simpson U    | Simpson U    | Simpson U    | Simpson U    | Simpson U    | Simpson U    | Simpson U    | Simpson U    | Simpson U    |
| Antrim / Bannside (1929)       | Megaw U      | Henderson UnbT | Young U      | Young U      | Young U      | Young U      | M. Patrick U | M. Patrick U | M. Patrick U | M. Patrick U | T. O'Neill U | T. O'Neill U | T. O'Neill U | T. O'Neill U | T. O'Neill U | T. O'Neill U | T. O'Neill U | T. O'Neill U | T. O'Neill U | T. O'Neill U | T. O'Neill U | Paisley PU   | --> DUP      | --> DUP      |
| Antrim / Carrick (1929)        | Gordon U     | Gordon U       | Gordon U     | Gordon U     | Gordon U     | Gordon U     | Gordon U     | Campbell U   | Curran U     | Curran U     | Curran U     | Curran U     | Hunter U     | Hunter U     | Hunter U     | Hunter U     | Hunter U     | Hunter U     | Ardill U     | Ardill U     | Dickson U    | Dickson U    | Dickson U    | Dickson U    |
| Antrim / North Antrim (1929)   | Devlin N     | McAllister N   | Lynn U       | Lynn U       | Lynn U       | Lynn U       | Lynn U       | Lynn U       | McCleery U   | McCleery U   | McCleery U   | McCleery U   | McCleery U   | McCleery U   | McCleery U   | P. O'Neill U | P. O'Neill U | P. O'Neill U | P. O'Neill U | P. O'Neill U | P. O'Neill U | P. O'Neill U | P. O'Neill U | --> A        |

### Belfast
| Circonscription                    | 1921        | 1925            | 1929                | 1933               | 34                 | 37                 | 1938               | 40                 | 42                 | 43                 | 1945               | 49                 | 1949               | 50                 | 1953           | 56             | 1958          | 59            | 60            | 61            | 1962          | 1965          | 1969                | 70                  | 71                  |
| ---------------------------------- | ----------- | --------------- | ------------------- | ------------------ | ------------------ | ------------------ | ------------------ | ------------------ | ------------------ | ------------------ | ------------------ | ------------------ | ------------------ | ------------------ | -------------- | -------------- | ------------- | ------------- | ------------- | ------------- | ------------- | ------------- | ------------------- | ------------------- | ------------------- |
| East Belfast / B Pottinger (1929)  | Bates U     | Beattie NIL     | Beattie NIL         | Beattie NIL        | --> IndL           | --> IndL           | --> IndL           | --> IndL           | --> NIL            | --> InL            | --> FL             | --> InL            | Rodgers U          | Rodgers U          | Rodgers U      | Rodgers U      | Boyd NIL      | Boyd NIL      | Boyd NIL      | Boyd NIL      | Boyd NIL      | Boyd NIL      | Cardwell U          | Cardwell U          | Cardwell U          |
| East Belfast / B Bloomfield (1929) | H. Dixon U  | H. Dixon U      | H. Dixon U          | H. Dixon U         | H. Dixon U         | H. Dixon U         | H. Dixon U         | H. Dixon U         | H. Dixon U         | H. Dixon U         | H. Dixon U         | H. Dixon U         | H. Dixon U         | D. Dixon U         | D. Dixon U     | D. Dixon U     | D. Dixon U    | D. Dixon U    | D. Dixon U    | Scott U       | Scott U       | Scott U       | Scott U             | Scott U             |                     |
| East Belfast / B Dock (1929)       | Donald U    | Gyle IU         | Blakiston-Houston U | Midgley NIL        | Midgley NIL        | Midgley NIL        | Clark U            | Clark U            | Clark U            | Clark U            | Downey NIL         | Downey NIL         | Cole U             | Cole U             | Morgan IL      | Morgan IL      | Oliver U      | Oliver U      | Oliver U      | Oliver U      | Fitt IL       | --> RL        | --> RL              | --> SDLP            | --> SDLP            |
| East Belfast / B Victoria (1929)   | Duff U      | Bates U         | Bates U             | Bates U            | Bates U            | Bates U            | Bates U            | Bates U            | Bates U            | Bates U            | Alexander U        | Alexander U        | Alexander U        | Alexander U        | W. Henderson U | W. Henderson U | Bleakley NIL  | Bleakley NIL  | Bleakley NIL  | Bleakley NIL  | Bleakley NIL  | Bradford U    | Bradford U          | Bradford U          | Bradford U          |
| North Belfast / B Clifton (1929)   | Campbell U  | Campbell U      | S. Hall-Thompson U  | S. Hall-Thompson U | S. Hall-Thompson U | S. Hall-Thompson U | S. Hall-Thompson U | S. Hall-Thompson U | S. Hall-Thompson U | S. Hall-Thompson U | S. Hall-Thompson U | S. Hall-Thompson U | S. Hall-Thompson U | S. Hall-Thompson U | Porter IU      | Porter IU      | Kinahan U     | Morgan U      | Morgan U      | Morgan U      | Morgan U      | Morgan U      | L. Hall-Thompson IU | L. Hall-Thompson IU | L. Hall-Thompson IU |
| North Belfast / B Oldpark (1929)   | McGuffin U  | Kyle NIL        | Hungerford U        | Hungerford U       | Hungerford U       | Hungerford U       | Hungerford U       | Hungerford U       | Hungerford U       | Hungerford U       | Getgood NIL        | Getgood NIL        | Morgan U           | Morgan U           | Morgan U       | Morgan U       | Simpson NIL   | Simpson NIL   | Simpson NIL   | Simpson NIL   | Simpson NIL   | Simpson NIL   | Simpson NIL         | Simpson NIL         | Simpson NIL         |
| North Belfast / B Duncairn (1929)  | Grant U     | Grant U         | Grant U             | Grant U            | Grant U            | Grant U            | Grant U            | Grant U            | Grant U            | Grant U            | Grant U            | Hanna U            | Hanna U            | Hanna U            | Hanna U        | Fitzsimmons U  | Fitzsimmons U | Fitzsimmons U | Fitzsimmons U | Fitzsimmons U | Fitzsimmons U | Fitzsimmons U | Fitzsimmons U       | Fitzsimmons U       |                     |
| North Belfast / B Shankill (1929)  | McKeown U   | T. Henderson IU | T. Henderson IU     | T. Henderson IU    | T. Henderson IU    | --> IUA            | --> IUA            | --> IU             | --> IU             | --> IU             | --> IU             | --> IU             | --> IU             | --> IU             | Holmes U       | Holmes U       | Holmes U      |               | Boal U        | Boal U        | Boal U        | Boal U        | Boal U              | --> IU              | --> DUP             |
| South Belfast                      | Moles U     |                 |                     |                    |                    |                    |                    |                    |                    |                    |                    |                    |                    |                    |                |                |               |               |               |               |               |               |                     |                     |                     |
| South Belfast                      | Pollock U   |                 |                     |                    |                    |                    |                    |                    |                    |                    |                    |                    |                    |                    |                |                |               |               |               |               |               |               |                     |                     |                     |
| South Belfast                      | McCullagh U |                 |                     |                    |                    |                    |                    |                    |                    |                    |                    |                    |                    |                    |                |                |               |               |               |               |               |               |                     |                     |                     |
| South Belfast                      | McMordie U  |                 |                     |                    |                    |                    |                    |                    |                    |                    |                    |                    |                    |                    |                |                |               |               |               |               |               |               |                     |                     |                     |
| West Belfast                       | Burn U      |                 |                     |                    |                    |                    |                    |                    |                    |                    |                    |                    |                    |                    |                |                |               |               |               |               |               |               |                     |                     |                     |
| West Belfast                       | Lynn U      |                 |                     |                    |                    |                    |                    |                    |                    |                    |                    |                    |                    |                    |                |                |               |               |               |               |               |               |                     |                     |                     |
| West Belfast                       | Twaddell U  |                 |                     |                    |                    |                    |                    |                    |                    |                    |                    |                    |                    |                    |                |                |               |               |               |               |               |               |                     |                     |                     |
| West Belfast                       | Devlin U    |                 |                     |                    |                    |                    |                    |                    |                    |                    |                    |                    |                    |                    |                |                |               |               |               |               |               |               |                     |                     |                     |

### Down
| Circonscription | 1921         | 1925 | 1929 | 1933 | 1938 | 1945 | 1949 | 1953 | 1958 | 1962 | 1965 | 1969 |
| --------------- | ------------ | ---- | ---- | ---- | ---- | ---- | ---- | ---- | ---- | ---- | ---- | ---- |
| Down            | Craig U      |      |      |      |      |      |      |      |      |      |      |      |
| Down            | de Valera SF |      |      |      |      |      |      |      |      |      |      |      |
| Down            | Andrews U    |      |      |      |      |      |      |      |      |      |      |      |
| Down            | Lavery U     |      |      |      |      |      |      |      |      |      |      |      |
| Down            | Mulholland U |      |      |      |      |      |      |      |      |      |      |      |
| Down            | McBride U    |      |      |      |      |      |      |      |      |      |      |      |
| Down            | McMullan U   |      |      |      |      |      |      |      |      |      |      |      |
| Down            | O'Neill N    |      |      |      |      |      |      |      |      |      |      |      |

### Fermanagh and Tyrone
| Circonscription      | 1921        | 1925 | 1929 | 1933 | 1938 | 1945 | 1949 | 1953 | 1958 | 1962 | 1965 | 1969 |
| -------------------- | ----------- | ---- | ---- | ---- | ---- | ---- | ---- | ---- | ---- | ---- | ---- | ---- |
| Fermanagh and Tyrone | Griffith SF |      |      |      |      |      |      |      |      |      |      |      |
| Fermanagh and Tyrone | Archdale U  |      |      |      |      |      |      |      |      |      |      |      |
| Fermanagh and Tyrone | Coote U     |      |      |      |      |      |      |      |      |      |      |      |
| Fermanagh and Tyrone | Milroy SF   |      |      |      |      |      |      |      |      |      |      |      |
| Fermanagh and Tyrone | Miller U    |      |      |      |      |      |      |      |      |      |      |      |
| Fermanagh and Tyrone | Cooper U    |      |      |      |      |      |      |      |      |      |      |      |
| Fermanagh and Tyrone | O'Mahony SF |      |      |      |      |      |      |      |      |      |      |      |
| Fermanagh and Tyrone | Harbison N  |      |      |      |      |      |      |      |      |      |      |      |

### Londonderry
| Circonscription | 1921         | 1925 | 1929 | 1933 | 1938 | 1945 | 1949 | 1953 | 1958 | 1962 | 1965 | 1969 |
| --------------- | ------------ | ---- | ---- | ---- | ---- | ---- | ---- | ---- | ---- | ---- | ---- | ---- |
| Londonderry     | Anderson U   |      |      |      |      |      |      |      |      |      |      |      |
| Londonderry     | MacNeill SF  |      |      |      |      |      |      |      |      |      |      |      |
| Londonderry     | Chichester U |      |      |      |      |      |      |      |      |      |      |      |
| Londonderry     | Mark U       |      |      |      |      |      |      |      |      |      |      |      |
| Londonderry     | Leeke N      |      |      |      |      |      |      |      |      |      |      |      |

### Queen's University
| Circonscription               | 1921        | 1925 | 1929 | 1933 | 1938 | 1945 | 1949 | 1953 | 1958 | 1962 | 1965 | 1969 |
| ----------------------------- | ----------- | ---- | ---- | ---- | ---- | ---- | ---- | ---- | ---- | ---- | ---- | ---- |
| Queen's University of Belfast | Campbell U  |      |      |      |      |      |      |      |      |      |      |      |
| Queen's University of Belfast | Johnstone U |      |      |      |      |      |      |      |      |      |      |      |
| Queen's University of Belfast | Robb U      |      |      |      |      |      |      |      |      |      |      |      |
| Queen's University of Belfast | Morrison U  |      |      |      |      |      |      |      |      |      |      |      |

## Sources
- Northern Ireland Parliamentary Election Results 1921–1972, compiled and edited by Sydney Elliott (Political Reference Publications 1973)
- Pour la définition exacte des limites des circonscriptions, voir http://www.election.demon.co.uk/stormont/boundaries.html